# حراس المرمى (مؤسسة غيتس)

حراس المرمى هي مبادرة أطلقتها مؤسسة بيل ومليندا غيتس في عام 2017 لجمع القادة من جميع أنحاء العالم لتسريع التقدم نحو تحقيق أهداف التنمية المستدامة (SDG). توفر المبادرة أيضًا تقارير ومخططات تدفق البيانات حول التقدم المحرز في SDGs منذ عام 1990.

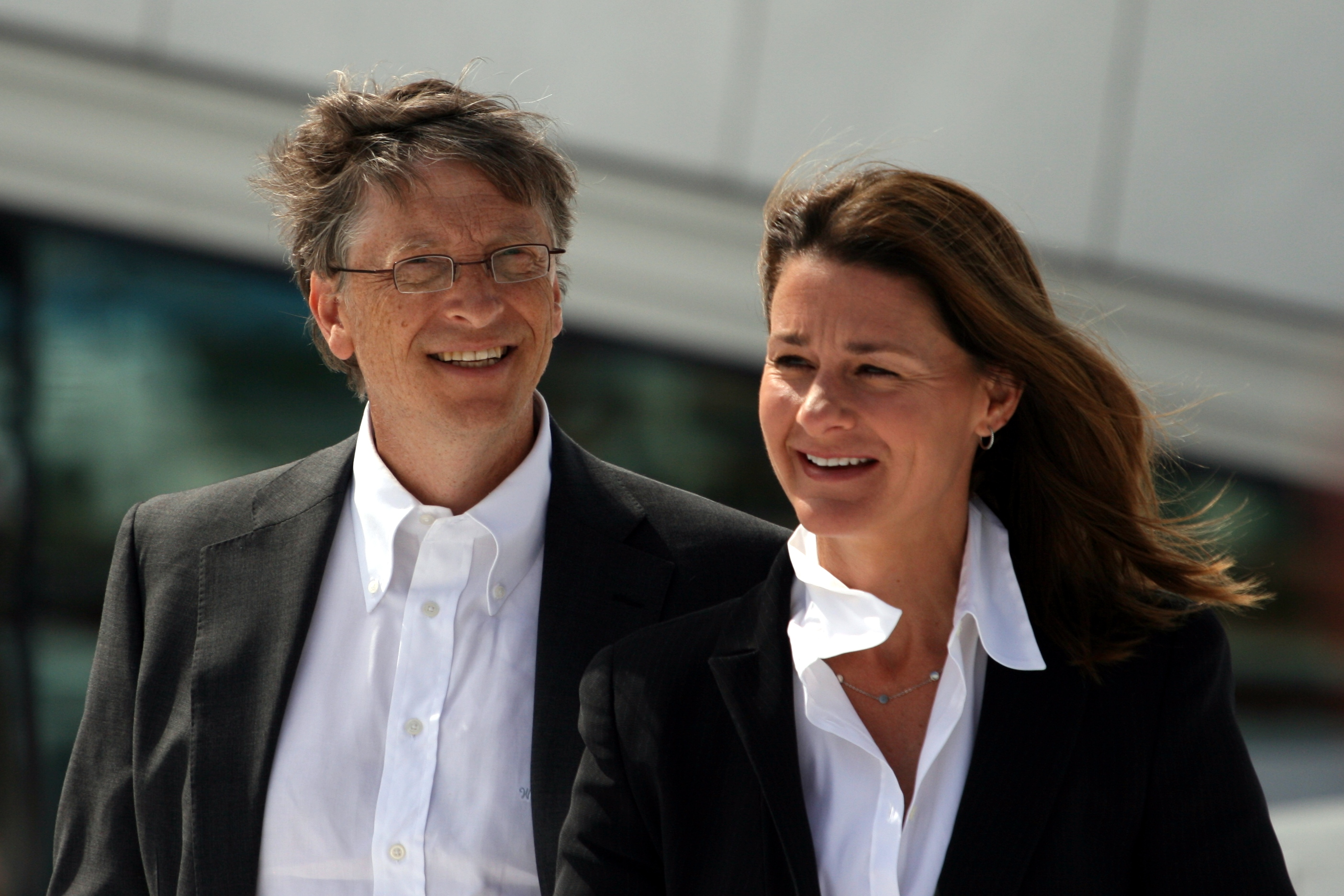
بيل وميليندا غيتس، مؤسسا مؤسسة جيتس

الحدث الأساسي لها هو مؤتمر حراس المرمى السنوي (الذي يعقد عادةً خلال أسبوع الأهداف العالمية والجمعية العامة للأمم المتحدة) والذي تُمنح فيه جائزة صناع التغيير إلى "الأفراد الاستثنائيين الذين يقودون التقدم في مجتمعاتهم وبلدانهم". يتم إصدار الدعوات للقادة العالميين والشخصيات الطموحة الذين تم اختيارهم شخصيًا من قبل مجلس الإدارة. ومن بين الحاضرين السابقين باراك أوباما، وإيمانويل ماكرون، وأمينة ج. محمد، وإرنا سولبرغ، وملالا يوسفزي، وتريفور نواه. ومن بين الفائزين السابقين بالجوائز يسرى مارديني، وأميكا جورج، وريا شارما، ونادية مراد، التي فازت لاحقًا بجائزة نوبل للسلام.

## المؤتمرات والجوائز

### 2022
أقيم الحدث الشخصي الرابع لحراس المرمى في سبتمبر 2022 مركز لينكولن لموسيقى الجاز في مدينة نيويورك. وشملت المتحدثين:
- ميا موتلي، رئيسة وزراء بربادوس[8]

الفائز بجائزة أفضل حارس مرمى عالمي هو:
- أورسولا فون دير لاين[9][10]

ذهبت الجوائز الأخرى إلى:
- زهرة جويا: جائزة صانع التغيير[9][10]
- فانيسا ناكاتي: جائزة الحملة[9][11][10]
- راديكا باترا: جائزة التقدم[12][10]

### 2021
لم يكن من الممكن عقد مؤتمر حراس المرمى لعام 2021 فعليًا، بسبب جائحة كوفيد-19، ولكن كان لا بد من عقده افتراضيًا.
الفائز بجائزة أفضل حارس مرمى عالمي هو:
- فمزيلي ملامبونجوكا [13]

ذهبت الجوائز الأخرى إلى:
- جينيفر كولباس: جائزة صانع التغيير[13]
- ساتا شريف: جائزة الحملة[13]
- فيروز فايزة: جائزة التقدم[13][14]

### 2020
لم يكن من الممكن عقد مؤتمر حراس المرمى لعام 2020 فعليًا، بسبب جائحة كوفيد-19، ولكن كان لا بد من عقده افتراضيًا.

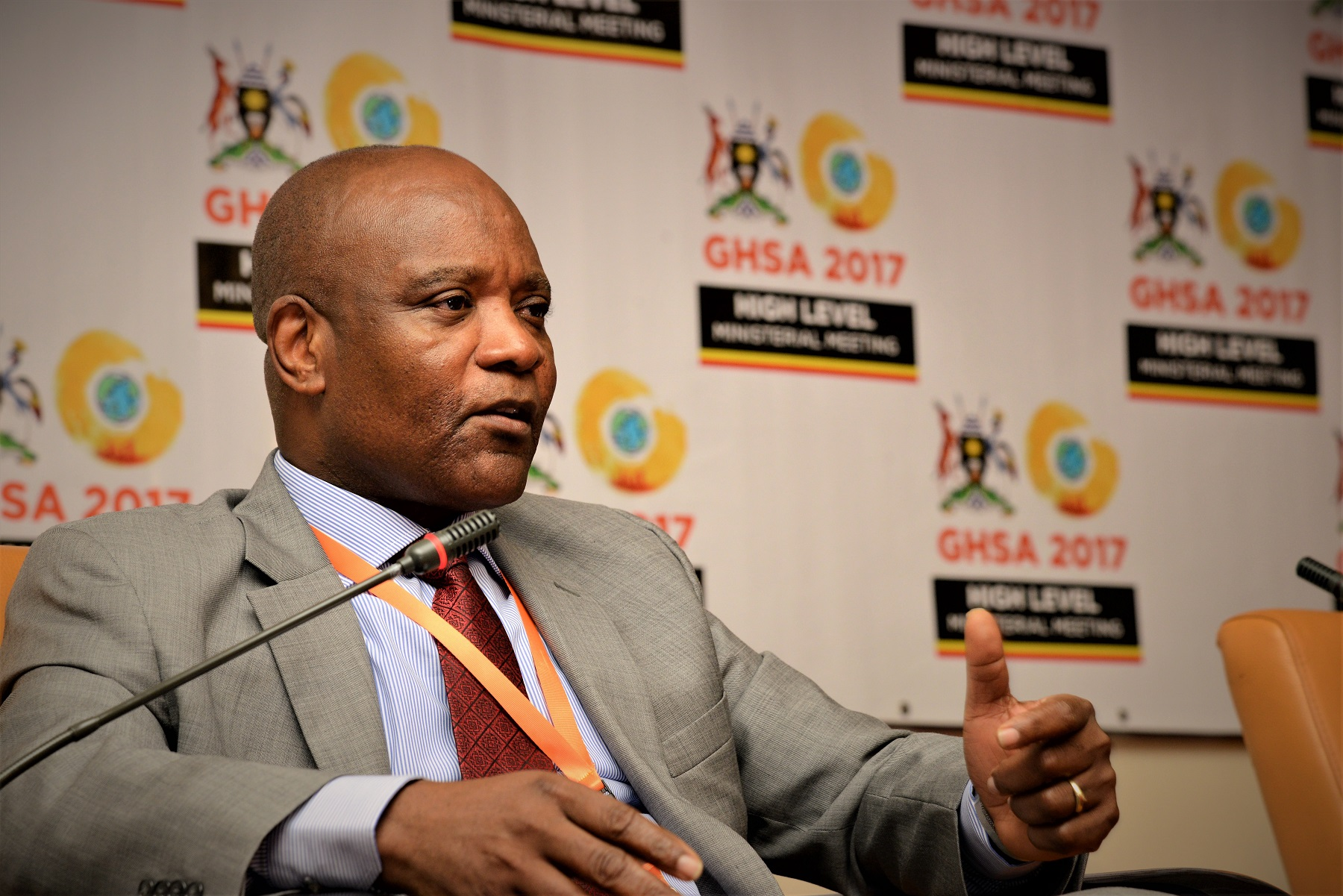
الفائز بجائزة حارس المرمى العالمي لعام 2020 جون نكينجاسونج

الفائز بجائزة أفضل حارس مرمى عالمي هو:
- جون نكينجاسونج، مدير المراكز الإفريقية لمكافحة الأمراض والوقاية منها لكونه "مؤيدًا جداً للتعاون العالمي وممارسات الصحة العامة القائمة على الأدلة، ومناصر لتقليل العواقب الاجتماعية والاقتصادية لكوفيد-19 عبر القارة الأفريقية"[15][16]

ذهبت جوائز الأهداف العالمية إلى:
- بونيتا شارما، المؤسس المشارك والرئيس التنفيذي لمنظمة صناع التغيير الاجتماعي والمبتكرون (SOCHAI) – وهي منظمة غير ربحية يقودها الشباب في نيبال[15]
- حواء أوجيفو، مؤسِّسة حركة إنها امرأة تكتب ، وهي حركة تقودها النساء لإعطاء الصحة العقلية صوتًا في نيجيريا.[15]
- مؤسسة مشروع ماش، وهي مؤسسة اجتماعية يقودها الشباب ومقرها في الهند، تعمل على تطوير وتنفيذ أنظمة الدعم للأشخاص الذين يعملون من أجل القضايا الاجتماعية من خلال الشراكات.[17]

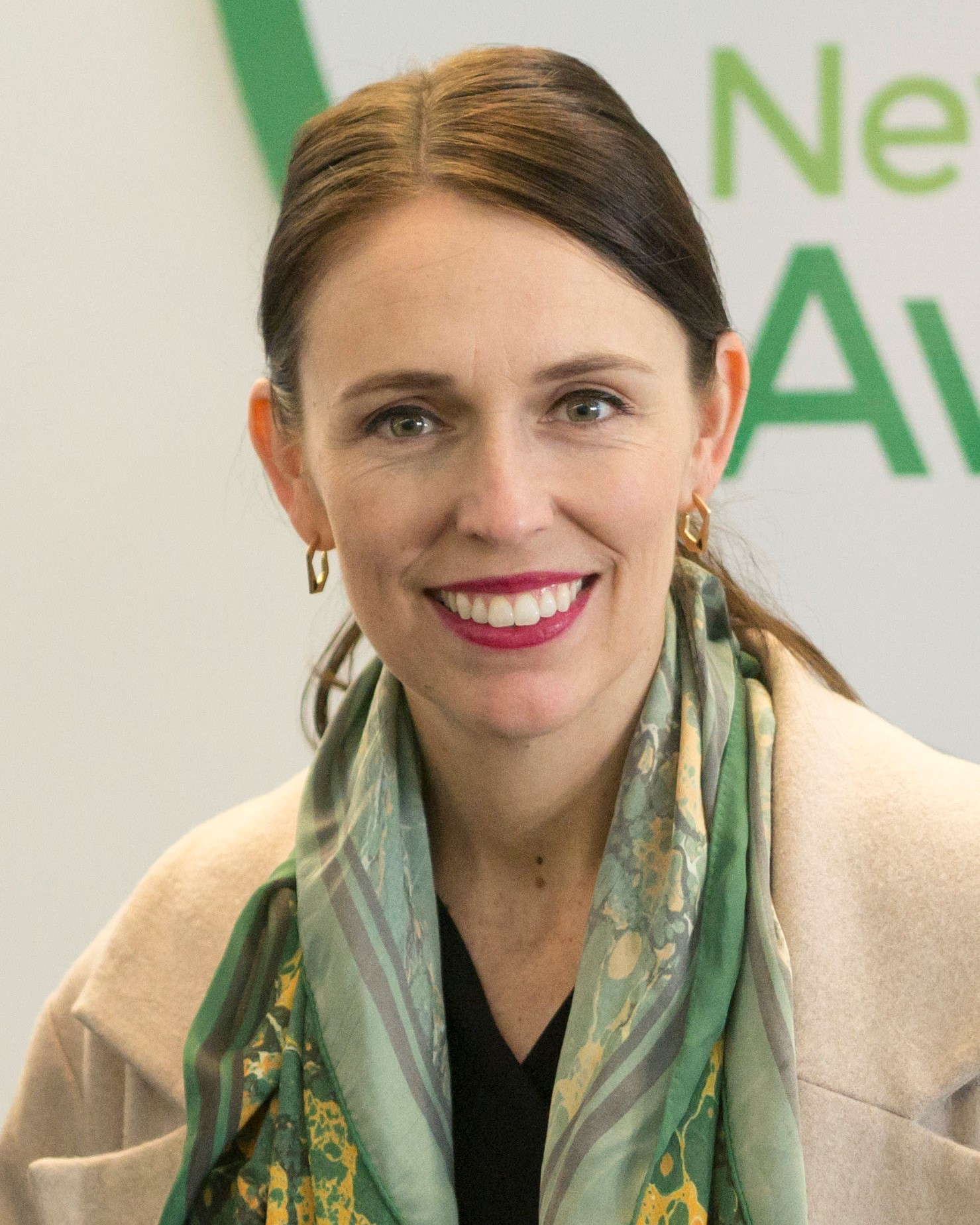
رئيسة مجلس النواب لعام 2019، رئيسة الوزراء جاسيندا أرديرن

### 2019
أقيم الحدث السنوي الثالث لحراس المرمى في الفترة من 25 إلى 26 سبتمبر 2019 مركز لينكولن لموسيقى الجاز في مدينة نيويورك.
ومن بين المتحدثين:
- جاسيندا أرديرن، رئيسة وزراء نيوزيلندا[19]
- بيدرو سانشيز، رئيس وزراء إسبانيا[20]
- جنيفر ايبرهارت
- أليكو دانغوتي
- سنجوتي ساها

مُنحت جائزة حارس المرمى العالمي إلى:
- ناريندرا مودي، رئيس وزراء الهند، لنجاحه في تنفيذ مشروع مهمة سواتش بهارات، وهو مشروع للنظافة والصرف الصحي، يشمل 110 ملايين أسرة ومراحيض عامة للأسر الفقيرة والمتوسطة الدخل، مما أدى إلى خفض معدل التغوط في العراء في الهند من 50% إلى ما يقرب من 0% في 3 سنوات.[21] يقوم شخصيًا بمبادرات التنظيف - السير على طول الطرق والشواطئ - ليكون قدوة يحتذى بها لتعزيز اللياقة البدنية والنظافة الجماعية.[22][23]

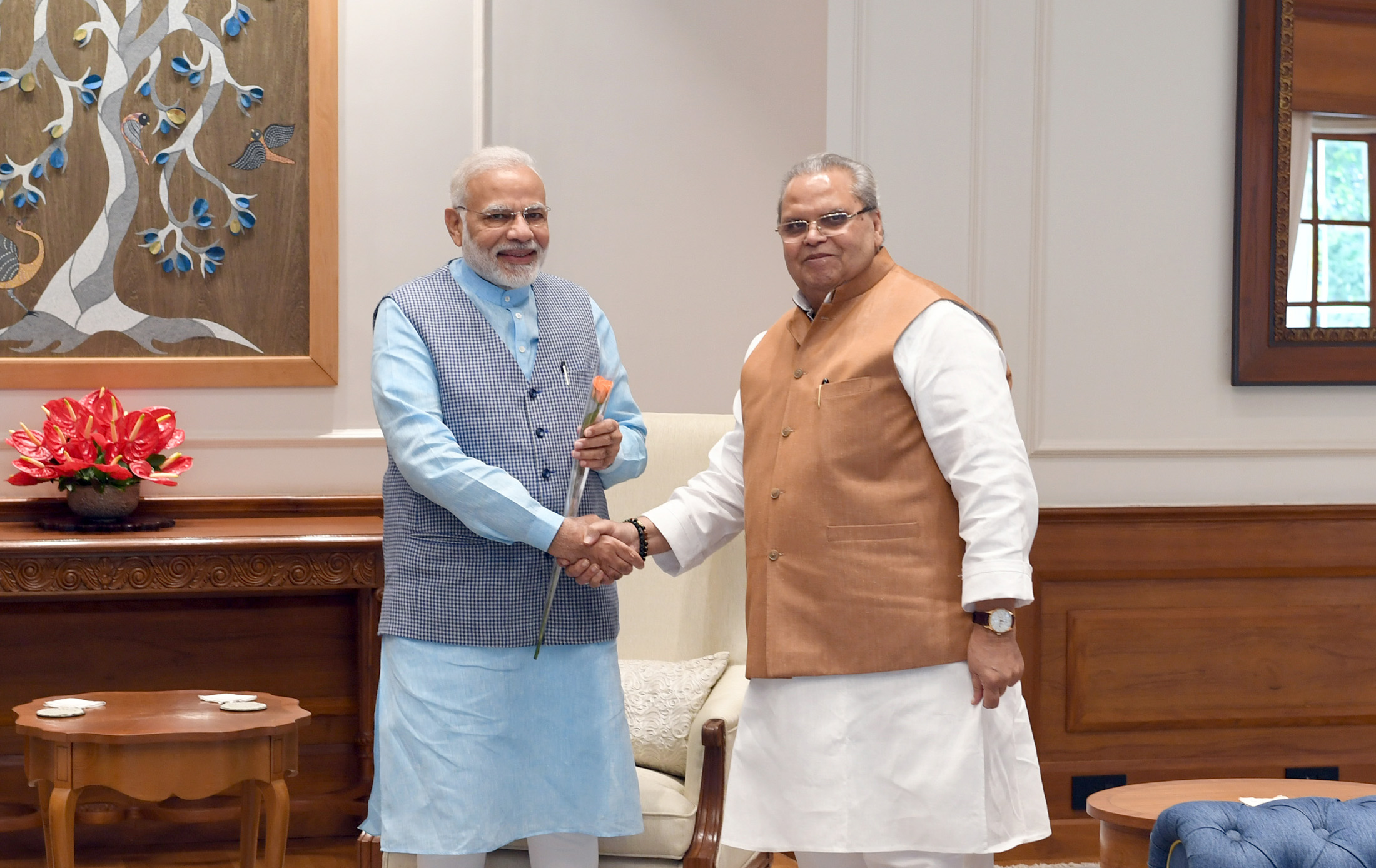
حصل رئيس الوزراء مودي على جائزة حراس المرمى العالمية لعام 2019

انتقدت جماعات حقوق الإنسان قبل الحفل وثلاثة حائزين على جائزة نوبل للسلام – شيرين عبادي، وتوكل كرمان، وميريد كوريغان – في رسالة إلى مؤسسة بيل وميليندا غيتس قرار منح جائزة لمودي، قائلين إنه تحت قيادته، "لقد انزلقت الهند إلى فوضى خطيرة ومميتة أدت باستمرار إلى تقويض حقوق الإنسان والديمقراطية".

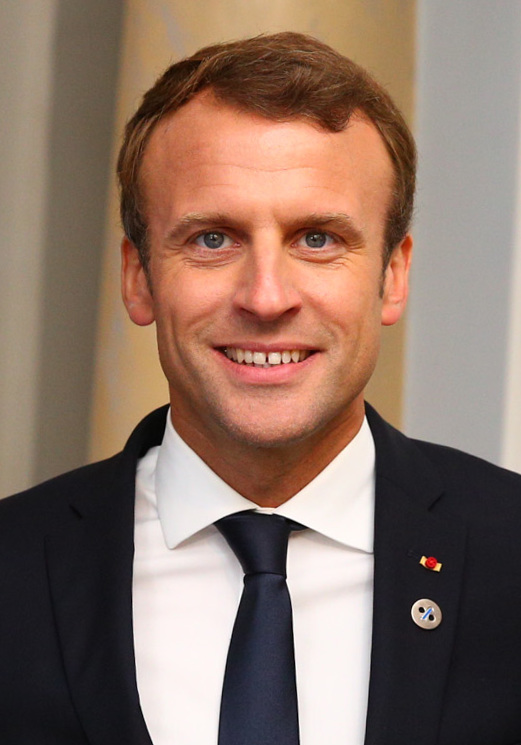
المتحدث الرئيسي في مؤتمر 2018: الرئيس إيمانويل ماكرون

ذهبت جوائز الأهداف العالمية إلى:
- بايال جانجيد: جائزة صانع التغيير[26]
- آية الشابي: جائزة الحملة[27]
- جريجوري روكسون: جائزة التقدم[27]

### 2018
أقيم الحدث السنوي الثاني لحراس المرمى في الفترة من 25 إلى 26 سبتمبر 2018 مركز لينكولن لموسيقى الجاز في مدينة نيويورك. ومن بين المتحدثين:
- إيمانويل ماكرون، رئيس فرنسا[29]
- يوليوس مادا، رئيس سيراليون[30][31]
- إرنا سولبرغ، رئيسة وزراء النرويج[32]
- الملك كاكا[33]

ذهبت جوائز الأهداف العالمية إلى:
- نادية مراد: جائزة صانع التغيير[34]
- أميكا جورج: جائزة الحملة[35]
- ديسنوس كيسيلو: جائزة التقدم

### 2017
أقيم الحدث السنوي الأول لحراس المرمى في الفترة من 25 إلى 26 سبتمبر 2017 مركز لينكولن لموسيقى الجاز في في مدينة نيويورك. ومن بين المتحدثين:
- باراك أوباما، رئيس الولايات المتحدة[38][39]
- جاستن ترودو، رئيس وزراء كندا[40]
- الملكة رانيا ملكة الأردن[41]
- ويل.آي.أم
- ملالا[42]
- ستيفن فراي[43][6]
- جورج الشاعر

## المجلس الاستشاري
يقدم النصائح لبرنامج حراس المرمى العديد من الأفراد منهم:
- هيرفي بيرفيل (منذ 2022)[44]
- لوكاس كولر (2019–2022)[45]
- براجاكتا كولي (منذ 2022)[44]
- تلالينغ موفوكينغ (منذ 2022)[44]